# Corcubión

Corcubión est une commune côtière de la province de La Corogne en Galice (Espagne), de la comarque de Finisterre.

## Histoire
En juillet 1544, la ville a été pillée par des Français, arrivés sur 30 navires, qui furent battus à Muros par la flotte commandée par le père d'Alvaro de Bazan.

## Personnalités
Augusto César Lendoiro est originaire de cette localité.